# مسجد عمادالدوله
مسجد عمادالدوله نام مسجدی در شهر کرمانشاه است که از آثار دورهٔ قاجاریه است. ساختمان نخستین مسجد در سال ۱۲۸۵ ه‍.ق (۱۸۶۸ میلادی) توسط امامقلی میرزا عمادالدوله (والی غرب و سرحددار عراقین) ساخته شده‌است.
مسجد عمادالدوله به صورت چهارایوانی بنا شده و دارای سردر، صحن، ایوان، شبستان دارای ستون و حجره های زیاد است.
بر کاشی‌کاری ایوان مسجد، کتیبه‌ای شامل قصیده‌ای با ذکر نام پادشاه وقت (ناصرالدین شاه)، نام سازنده و تاریخ ۱۲۸۵ ه‍.ق (۱۸۶۸ میلادی) جای دارد. بر روی ایوان شرقی صحن مسجد، اتاقکی چوبین ساخته‌اند. ورودی اصلی مسجد از طریق این ایوان شرقی است که با در چوبی بزرگی به راستهٔ زرگرهای بازار کرمانشاه مرتبط می‌شود.
درب دیگر مسجد در ضلع جنوب غربی قرار داشته که توسط دالانی به تقاطع بازار زرگرها و بازار حوری آباد متصل می‌شود. این تقاطع زیر بزرگ‌ترین گنبد بازار که به میدان مشهور است قرار دارد.

## قاپی شاه نجف
پس از ساخت این مسجد، بانی آن یکی از درهای حرم علی را به کرمانشاه آورد و در این مسجد نصب نمود و به جای آن در نقره‌ای دیگری را وقف آستانه علوی نمود. این درگاه که امروزه در مدخل مسجد و بازار زرگرها قرار دارد و به «قاپی شاه نجف» مشهور است، به دورهٔ صفویه تعلق دارد.

## برج ساعت
در مسجد عمادالدوله یک برج ساعت قرار دارد که در راستای شمال شرقی به جنوب غربی ساخته شده‌است. این بنا از جمله برج‌های ساخته شده در مساجد ایران در اواخر عصر قاجار است، که کاربردی همچون برج ساعت مسجد شاه (امام خمینی) تهران دارد و نشانگر تلاش جامعه در استفاده از تکنولوژی مدرن در اماکن مذهبی ایران است. تکنیک ساخت این برج با تکنیک به کار رفته در مناره‌های تاریخی اواخر قاجار یکسان است. برج ساعت مسجد عمادالدوله در طی سالیان از راستای قائم منحرف شده و طرحی برای تعمیر، مرمت، استحکام‌بخشی و جلوگیری از انحراف بیشتر آن انجام شده‌است.

## حوزهٔ علمیه
در هنگام ساخت مسجد عمادالدوله، در پیرامون صحن آن حجره‌هایی برای سکونت طلاب علوم دینی ساخته شد. مطابق با وقف‌نامه، طلاب دینی بنا بر شرایطی می‌توانند در این مسجد ساکن و به تحصیل اشتغال ورزند. علاوه بر این، بازار و کاروانسرای عمادالدوله نیز که از صدها مغازه و حجره تشکیل شده‌است، وقف بر مصارف این مسجد می‌باشد و طبق پیش‌بینی واقف، تولیت مسجد و موقوفات آن همواره با والی یا حکمران غرب است.

## تزئینات و کاشیکاری‌ها
بیشتر تزئینات کاشیکاری مسجد عمادالدوله را نقوش هندسی و گیاهی به‌صورت انتزاعی و تجریدی تشکیل می‌دهد. این نقوش استحکام ساده و روانی دارد و برگرفته از تزئینات معماری دوران صفویه و زندیه است. در کاشیکاری این بنا منظره‌های معماری به کار رفته، اما نقوش انسانی به کار نرفته‌است.

## وضعیت بنا
پس از آن‌که برخی از بناهای تاریخی استان کرمانشاه بر اثر زمین‌لرزۀ آبان ۱۳۹۶ آسیب دیدند، دانشگاه رازی در پروژه‌ای چندساله مطالعاتی را بر روی ۱۲ بنای تاریخی کرمانشاه به انجام رساند تا میزان آسیب‌پذیری این بناها و بخش‌های مختلف آن‌ها در برابر زلزله مشخص شود. نتایج این مطالعات نشان داد که مسجد عمادالدوله در معرض خطرپذیری بالایی در برابر زلزله قرار دارد.

## نگارخانه

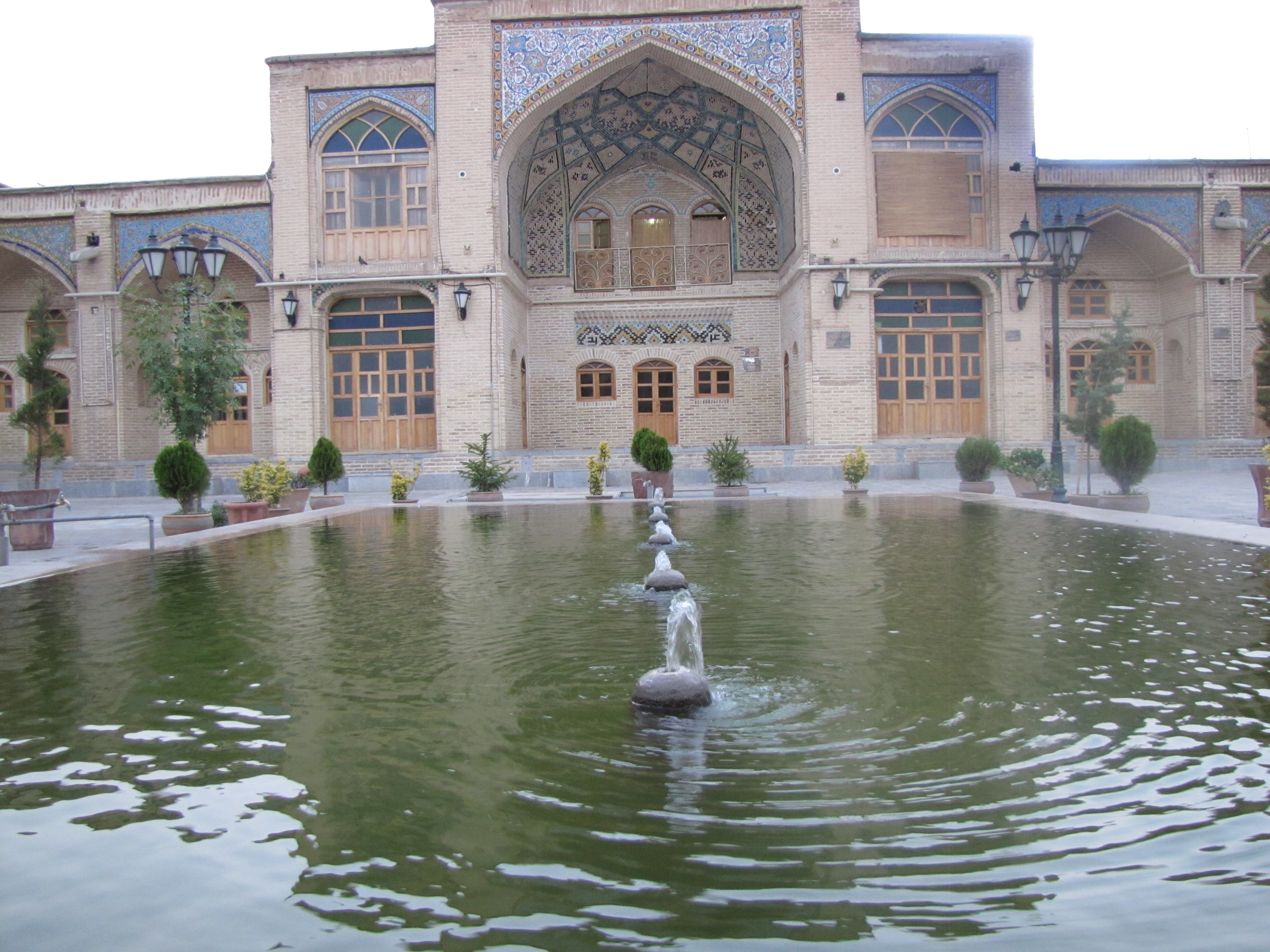
ساعت مسجد عمادالدوله
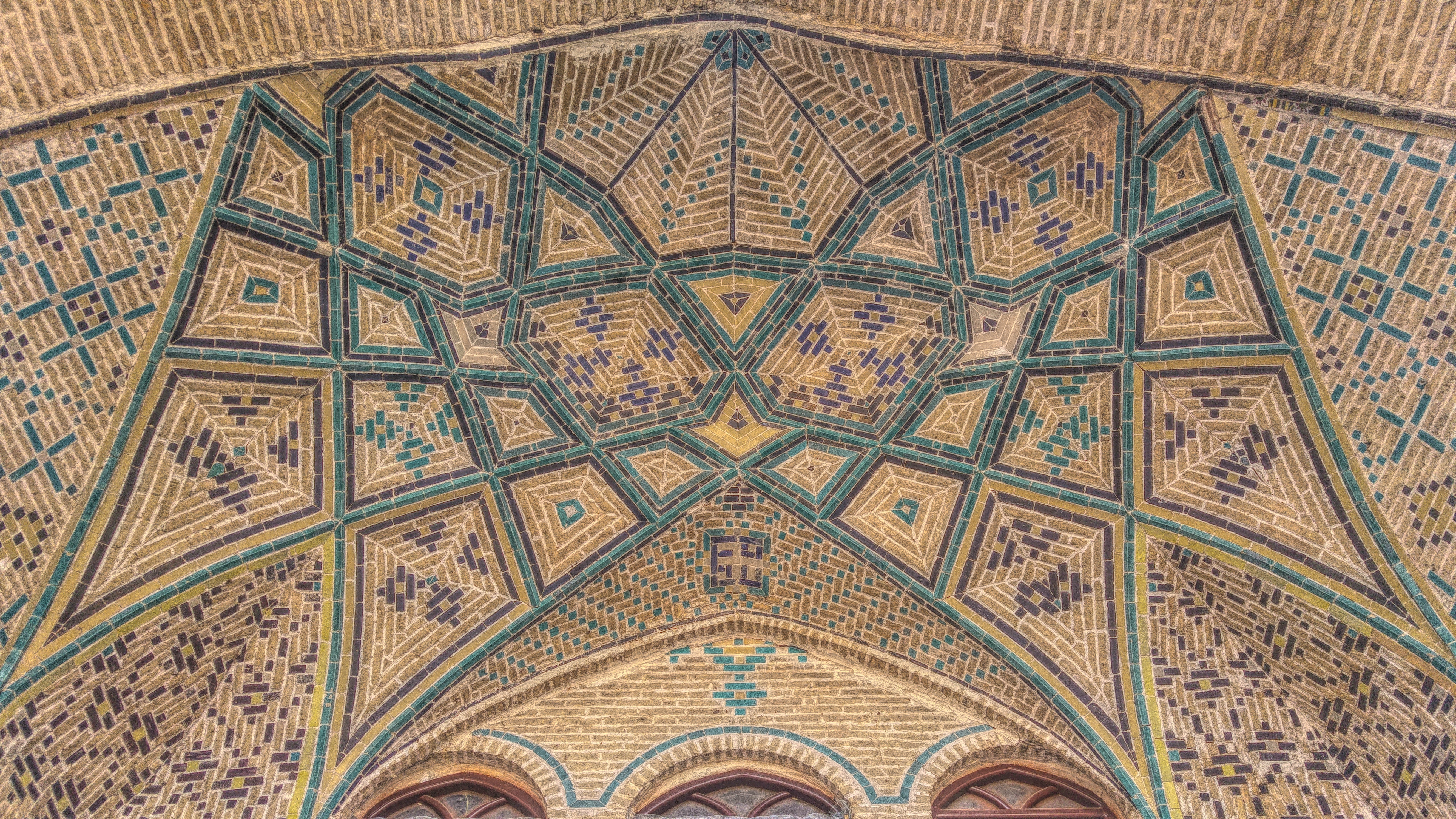
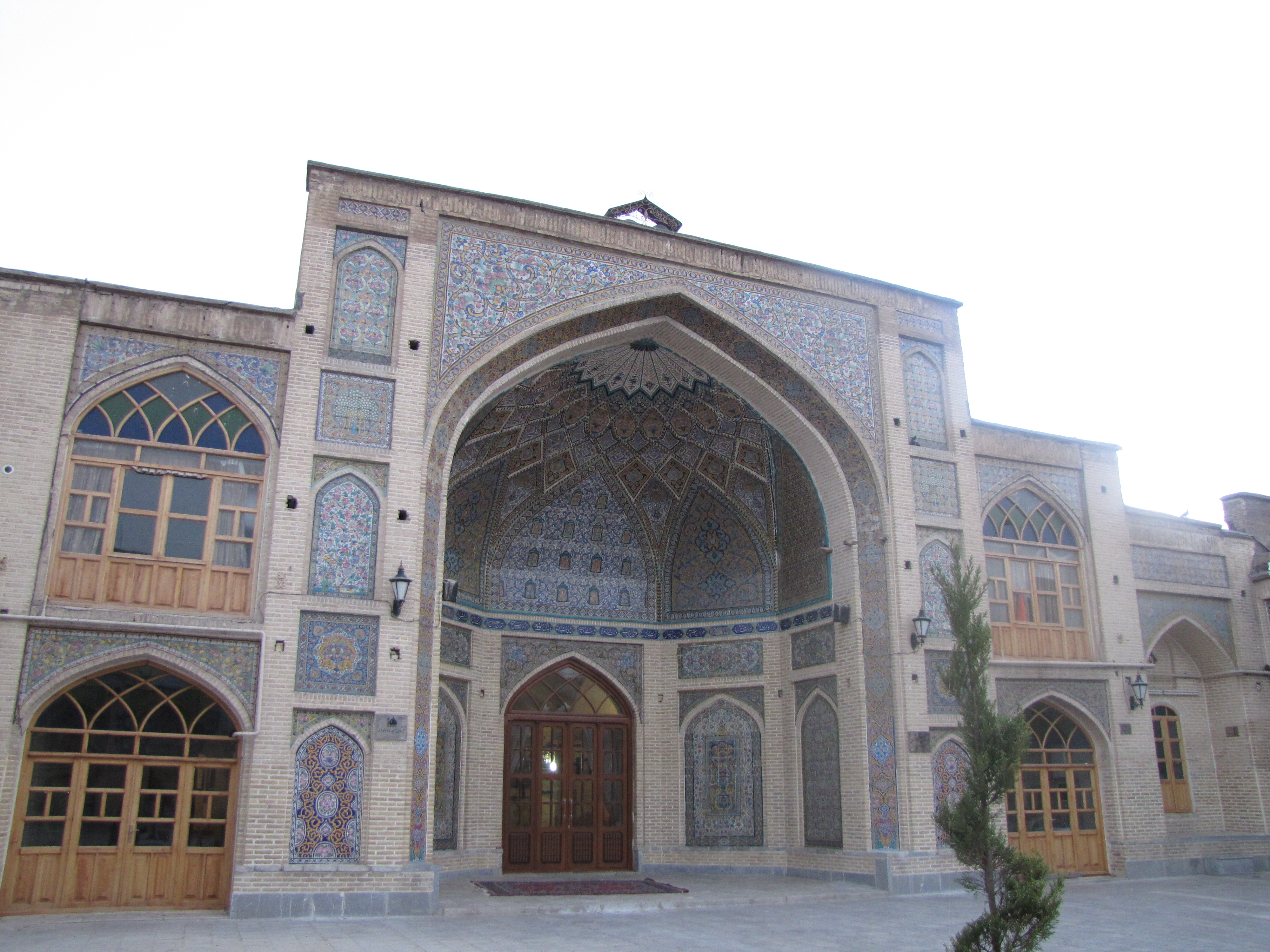